# Dendryphantes sasa
Espèce
Dendryphantes sasa est une espèce d'araignées aranéomorphes de la famille des Salticidae.

## Distribution
Cette espèce est endémique d'Ouganda,. Elle se rencontre sur le mont Elgon.

## Description
La carapace de la femelle holotype mesure 2,0 mm de long sur 1,5 mm et l'abdomen 3,2 mm de long sur 1,8 mm.

## Systématique et taxinomie
Cette espèce a été décrite par Wiśniewski et Wesołowska en 2024.

## Étymologie
Son nom d'espèce lui a été donné en référence au lieu de sa découverte, le Sasa.

## Publication originale
- Wiśniewski & Wesołowska, 2024 : « Jumping spiders (Salticidae) of Uganda – revised list, new species and distributional data. » European Journal of Taxonomy, vol. 952, p. 1-171 (texte intégral).